# Ludovic de Contenson
Ludovic de Contenson (Lyon, 28 février 1861 - Ameugny, 28 janvier 1936) est un officier, écrivain, géographe et historien français.

## Biographie
Saint-cyrien (1881), spécialiste de l’archéologie, de l’histoire, et des questions sociales.

## Distinctions
- Chevalier de la Légion d'honneur (1915)

## Œuvres
- Chrétiens et Musulmans, 1901. Prix Montyon 1902.
- La Société des Cincinnati de France et la guerre d'Amérique (1778-1783), Auguste Picard éditeur, Paris, 1934,  En ligne sur gallica.fr